# Rawson (Argentyna)
Rawson (wal. Trerawson) – miasto w Argentynie, w prowincji Chubut. Położone jest u ujścia rzeki Chubut do Oceanu Atlantyckiego. Stanowi ośrodek administracyjny prowincji od 1957; roku utworzenia tejże.
Znajduje się około 1500 km na południe od Buenos Aires oraz 20 km na wschód od miasta Trelew. 
W granicach administracyjnych miasta znajduje się port rybacki Puerto Rawson, jest on u wybrzeża Atlantyku.

## Ludność
Liczba ludności wynosi 24,6 tysiąca osób, co czyni je piątym pod względem liczby ludności miastem prowincji, po miastach: Comodoro Rivadavia, Trelew, Puerto Madryn i Esquel. 

## Historia
Pierwsi osadnicy pojawili się na początku XIX wieku. Oficjalnie miasto zostało założone 15 września 1865 i zostało zasiedlone przez emigrantów z Walii. Zostało nazwane na cześć ówczesnego ministra spraw wewnętrznych Argentyny Guillermo Rawsona, który zezwolił na sprowadzenie walijskich osadników do doliny Chubut. Walijska nazwa miasta Trerawson oznacza "miasto Rawsona".
Miasto rozwinęło się w dużej mierze dzięki funkcji administracyjnej; liczba ludności wzrosła z 3,5 tys. osób w 1960 do 26,2 tys. osób w 2001.